# Stjepan Dmitrijevič Akimov
Stjepan Dmitrijevič Akimov (rusko Степан Дмитриевич Акимов), sovjetski general, * 11. januar 1896, † 29. oktober 1941.

## Življenjepis
Od leta 1916 je služil v carski ruski vojski, nakar je oktobra 1918 prestopil v Rdečo armado. Leta 1919 je končal pehotni poveljniški tečaj v Sankt Petersburgu.
Med rusko državljansko vojno je bil poveljnik voda, čete in bataljona 1. brigade sankt-petersburških kadetov in nato je bil leta 1920 poveljnik tečajev. Med letoma 1921 in 1937 je bil četni, bataljonski in polkovni poveljnik.
Leta 1929 je končal taktični strelski nadaljevalni tečaj za poveljnike. Leta 1937 je postal poveljnik 58. strelske divizije in leta 1938 poveljnik 23. strelskega korpusa. Decembra 1940 je postal inšpektor pehote v Baltiškem specialnem vojaškem okrožju.
Ob pričetku druge svetovne vojne je bil pomočnik poveljnika Severozahodne fronte. Avgusta 1941 je postal poveljnik 48. armade, ki je bila ustanovljena v okolici Novgoroda. 14. septembra istega leta je bila uničena armada formalno razpuščena in moštvo dodeljeno 54. armadi.
Akimov je bil poslan na Vojaško akademijo Vorošilov, a je že oktobra 1941 sodeloval pri ustanovitvi 113. strelske divizije. 10. oktobra je bil imenovan za poveljnika 43. armade.
Umrl je 29. oktobra 1941 v letalski nesreči; na letalu so bili člani Ljudskega komisariata za letalsko industrijo, ki so bili evakuirani iz Moskve v Kujbišev.

## Odlikovanja
- red Lenina
- red rdeče zvezde
- red rdeče zastave